# Теорії походження мови
Теорії походження мови — комплекс гіпотез, тверджень, учень про виникнення та розвиток мови.

## Історія
Ще з античних часів (V-IV ст.) виникали чималі філософські дискусії у межах розуміння сутності мови, її виникнення, походження. Представники школи Платона вважали, що назви предметам даються не довільно, а відповідно до їх природи, що свідчить про природний характер мови і, відповідно, закономірну біологічну зумовленість її  виникнення. 
Представники школи Демокріта стверджували, що назви зовсім не пов′язані з природою речей, що жоден предмет не потребує її. Назви предметів потрібні тільки людям для передавання думки про предмети іншим і тому встановлюються за умовною домовленістю.

## Проблема походження мови
Проблема походження мови в загальному мовознавстві є дуже складною. Припущення про походження мови робляться умоглядно шляхом міркувань, бо первісна мова не має пам′яток письма. Головні питання, які ставлять перед собою дослідники, стосуються передусім того, а «Коли і як з'явилася мова?», «Якою вона була на перших етапах розвитку людства?» тощо.

### Науковці, що займалися вивченням проблеми походження мови
- Діодор Сицилійський;
- Демокріт;
- Платон;
- Григорій Нісський;
- Аврелій Августин;
- Вільям Двайт Вітні;
- Жан-Жак Руссо;
- Готфрід Вільгельм Лейбніц;
- Вільгельм Гумбольдт;
- Якоб Грімм;
- Гейман Штейнталь;
- Олександр Потебня;
- Шарль Балі;
- Дмитро Кудрявський;
- Людвіг Нуаре;
- Карл Бюхер;
- Олександр Реформатський;
- Микола Марр;
- Вільгельм Вундт;
- Фридріх Енгельс;
- Юрій Овчинніков;
- Едвард Сепір;
- Жозеф Вандрієс;
- Морріс Сводеш;
- Юрій Мосенкіс та інші.

## У наш час
З XVII століття і до сьогодні виникали різні припущення у вигляді гіпотез, теорій про походження мови, основні з яких:
- звуконаслідувальна гіпотеза;
- звукосимволічна гіпотеза;
- вигукова гіпотеза;
- гіпотеза соціального договору;
- гіпотеза трудових вигуків;
- гіпотеза жестів;
- гіпотеза божественного;
- теорія моногенезу;
- теорія полігенезу;
- теорія хвиль
- гіпотеза походження мови Ф. Енґельса

## Інтернет-джерела
- Теорії постання мов [Архівовано 30 травня 2013 у Wayback Machine.]